# Lhamola Co
Lhamola Co är en sjö i Kina. Den ligger i den autonoma regionen Tibet, i den sydvästra delen av landet, omkring 150 kilometer öster om regionhuvudstaden Lhasa. Trakten runt Lhamola Co består i huvudsak av gräsmarker.
Genomsnittlig årsnederbörd är 972 millimeter. Den regnigaste månaden är juli, med i genomsnitt 262 mm nederbörd, och den torraste är december, med 2 mm nederbörd.